# Puig de la Guàrdia (Llagostera)
El Puig de la Guàrdia és una muntanya de 245 metres que es troba al municipi de Llagostera, a la comarca del Gironès.